# Primera Divisió 2001-2002
La Primera Divisió 2001-2002 fu la settima edizione del campionato andorrano di calcio, disputato tra il 21 ottobre 2001 e il 28 aprile 2002 e si concluse con la vittoria del FC Encamp, al suo secondo titolo.

## Formula
Le squadre partecipanti furono 8 e il campionato venne diviso in due fasi. Nella prima parte della stagione le squadre si incontrarono in un turno di andata e ritorno per un totale di 14 partite. Le prime 4 furono inserite in un girone playoff mentre le rimanenti 4 giocarono in un girone al termine del quale l'ultima fu retrocessa in Segona Divisió.
La vincente fu qualificata alla Coppa UEFA 2002-2003 e la seconda classificata alla Coppa Intertoto 2002.

## Squadre partecipanti
| Club                     | Città               | Posizione 2000-01   |
| ------------------------ | ------------------- | ------------------- |
| FC Lusitanos             | Andorra la Vella    | 5°                  |
| FC Encamp                | Encamp              | 7°                  |
| Sporting Club d'Escaldes | Escaldes-Engordany  | 6°                  |
| Inter Club d'Escaldes    | Escaldes-Engordany  | 3°                  |
| FC Rànger's              | Andorra la Vella    | Segona Divisió      |
| Principat                | Andorra la Vella    | 4°                  |
| FC Santa Coloma          | Santa Coloma        | Campione di Andorra |
| UE Sant Julià            | Sant Julià de Lòria | 2°                  |

Tutte le partite furono disputate nello Estadi Comunal d'Aixovall.

## Stagione regolare
|  | Pos. | Squadra                  | Pt | G  | V  | N | P  | GF | GS | DR  |
|  | ---- | ------------------------ | -- | -- | -- | - | -- | -- | -- | --- |
|  | 1.   | UE Sant Julià            | 35 | 14 | 11 | 2 | 1  | 39 | 9  | +30 |
|  | 2.   | FC Encamp                | 34 | 14 | 11 | 1 | 2  | 34 | 12 | +22 |
|  | 3.   | FC Santa Coloma          | 31 | 14 | 9  | 4 | 1  | 43 | 17 | +26 |
|  | 4.   | FC Rànger's              | 19 | 14 | 5  | 4 | 5  | 23 | 20 | +3  |
|  | 5.   | CE Principat             | 14 | 14 | 4  | 2 | 8  | 24 | 32 | -8  |
|  | 6.   | FC Lusitanos             | 12 | 14 | 3  | 3 | 8  | 19 | 30 | -11 |
|  | 7.   | Inter Club d'Escaldes    | 7  | 14 | 2  | 1 | 11 | 15 | 39 | -24 |
|  | 8.   | Sporting Club d'Escaldes | 6  | 14 | 1  | 3 | 10 | 11 | 49 | -38 |

Legenda:

      Ammessa ai play-off
      Ammessa ai play-out
Note:

Tre punti a vittoria, uno a pareggio, zero a sconfitta.

## Seconda fase
Le squadre mantengono i punti conquistati nella prima fase.

### Playoff
|                    | Pos. | Squadra         | Pt | G  | V  | N | P | GF | GS | DR  |
| ------------------ | ---- | --------------- | -- | -- | -- | - | - | -- | -- | --- |
| Andorra (bandiera) | 1.   | FC Encamp       | 44 | 20 | 14 | 2 | 4 | 43 | 18 | +25 |
|                    | 2.   | UE Sant Julià   | 43 | 20 | 13 | 4 | 3 | 51 | 21 | +30 |
|                    | 3.   | FC Santa Coloma | 42 | 20 | 12 | 6 | 2 | 57 | 23 | +34 |
|                    | 4.   | FC Rànger's     | 23 | 20 | 6  | 5 | 9 | 28 | 36 | -8  |

### Playout
|  | Pos. | Squadra                  | Pt | G  | V | N | P  | GF | GS | DR  |
|  | ---- | ------------------------ | -- | -- | - | - | -- | -- | -- | --- |
|  | 5.   | FC Lusitanos             | 22 | 20 | 6 | 4 | 10 | 32 | 39 | -7  |
|  | 6.   | CE Principat             | 22 | 20 | 6 | 4 | 10 | 32 | 40 | -8  |
|  | 7.   | Inter Club d'Escaldes    | 20 | 20 | 6 | 2 | 12 | 23 | 42 | -19 |
|  | 8.   | Sporting Club d'Escaldes | 9  | 20 | 2 | 3 | 15 | 15 | 62 | -47 |

Legenda:

      Campione di Andorra e qualificato alla Coppa UEFA
      Qualificato alla Coppa Intertoto
      Retrocessa in Segona Divisió
Note:

Tre punti a vittoria, uno a pareggio, zero a sconfitta.

### Verdetti
- Campione di Andorra: FC Encamp
- Qualificato alla Coppa UEFA: FC Encamp
- Qualificato alla Coppa Intertoto: UE Sant Julià
- Retrocesse in Segona Divisió: Sporting Club d'Escaldes